# Escudo de Kalmukia

Escudo de Armas de la República de Kalmukia (1992-presente)

Escudo de Armas de la RSSAK (1957-1992).

El Escudo de armas de Kalmukia es el símbolo de la República de Kalmukia. Fue aprobado por el Parlamento de la República el 11 de junio de 1996. Está registrado con el #150 en el registro heráldico estatal de la Federación Rusa. 

## La descripción
El Emblema Estatal de la República de Kalmukia representa la imagen color amarillo en un marco de un ornamento nacional en un fondo azul con pétalos de una flor de loto blanco.
- Datos: Q2603254